# Dunkehallaån

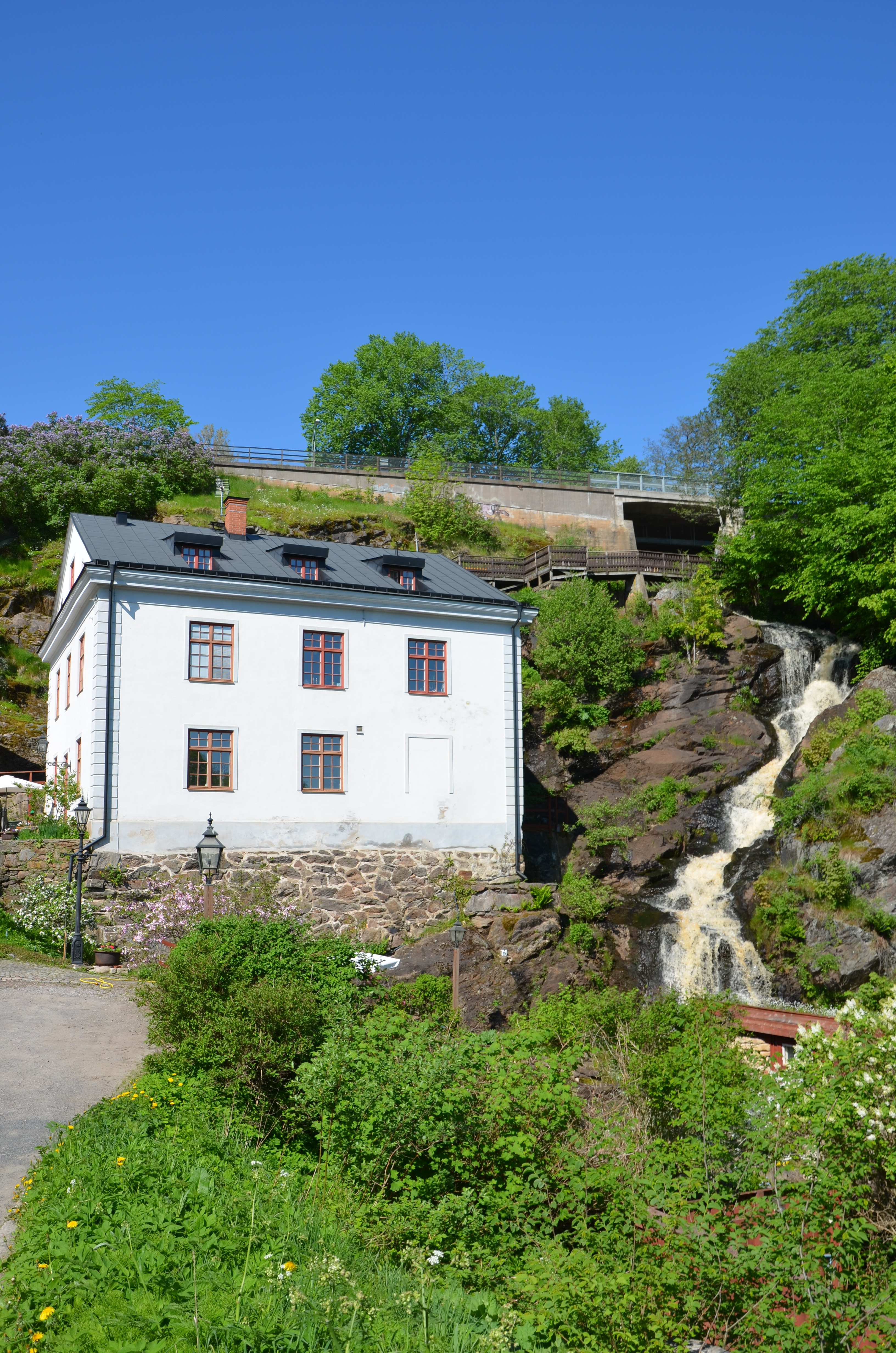
Dunkehallaån i Dunkehalla i Jönköping, med Storkvarn och med Hallmansvägen skymtande överst

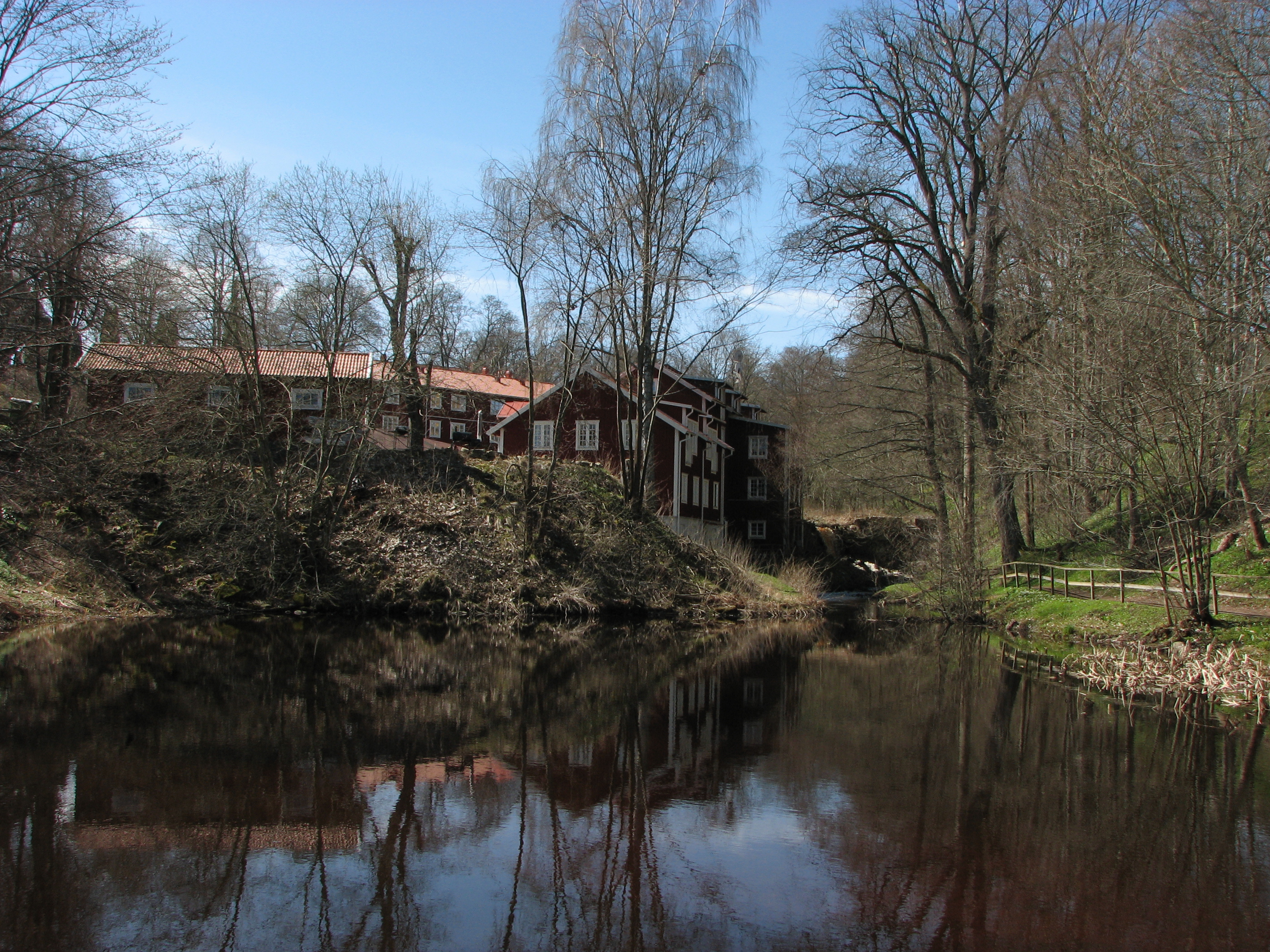
Dunkehallaån, nedströms

Dunkehallaån är ett vattendrag i Småland som rinner upp sydväst om Jönköping och strömmar genom stadens västra delar. 
Dunkehallaån är omkring 14 kilometer lång. Den har sin källa i Dumme mosse och mynnar i Vättern efter att ha runnit genom stadsdelen Dunkehalla.